# Storfurst Gediminas orden

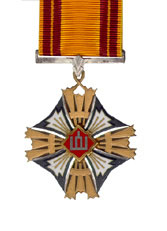
5:e klassen av Storfurst Gediminas orden.

Storfurst Gediminas orden (litauiska: Didžiojo Lietuvos Kunigaikščio Gedimino), är en orden instiftad 1928 av Litauens regering för exceptionella medborgerliga förtjänster. Utländska medborgare kan också beviljas denna orden. Orden, som består av fem grader, har fått sitt namn efter storfursten Gediminas.

## Grader
Storfurst Gediminas orden är indelad i fem klasser:
| 1. Storkors              | Släpspänne |
| 2. Kommendörens storkors | Släpspänne |
| 3. Kommendörskorset      | Släpspänne |
| 4. Officerskorset        | Släpspänne |
| 5. Riddarkorset          | Släpspänne |